# Marma IF
Marma IF är en idrottsförening från Marmaverken i Söderhamns kommun i Hälsingland/Gävleborgs län, bildad 18 juli 1903 i dåvarande Söderala landskommun. Föreningen är framförallt känd för att den hade ett av Sveriges främsta fotbollslag i slutet av 1950-talet och början av 1960-talet. Utöver fotboll har föreningen per 2022 även en bordtennissektion.

## De tidiga åren
Marma spelade inledningsvis i lokala serier, mellan säsongerna 1935/1936 och 1943/1944 spelade man dock i division IV, motsvarande dagens division II. Laget återkom till serien i slutet av 1940-talet. Efter säsongen 1952/1953 skulle division III (sedan 2006 motsvarande division I) utökas från 60 till 90 lag och öppnas för norrländska lag på samma villkor som för lag från övriga delar av lanndet. Marma kvalificerade sig denna säsog för division III.

## Storhetstiden
Innan idrotten professionaliserades såg förutsättningarna för elitidrott helt annorlunda ut i samhället. Många storlag växte fram ute på landsorten genom att de drog nytta goda arbetstillfällen för spelarna, exempelvis av bruket (Degerfors i fotboll och Brukets blåa i bandy) eller en enskild industri (Facit och Åtvid). På samma sätt växte Marma IF fram till att bli ett storlag tack vare Marmaverkens sulfatfabrik. Utöver lokala förmågor kunde man på detta vis locka spelare från när och fjärran med såväl spel på hög nivå som en god arbetsinkomst. Marma IF:s öde var tydligt sammankopplat med sulfatfabriken, när antalet anställda minskade föll också laget i seriesystemet.
| 1950- och 1960-tal |

Väl i division III blev Marmalaget omedelbart en kraft att räkna med. Laget radade upp en fjärdeplats 1953/1954, andraplats bakom Giffarna 1954/1955, tredjeplats 1955/1956 innan man kunde vinna serien 1956/1957 före Wifsta/Östrand.
Marma skulle nu komma att spela i division II, serien under Allsvenskan. Trots att Marmaverken vid denna tid hade omkring 1 000 invånare lockades emellanåt 3 000 åskådare till Marmavallen. Debutsäsongen 1957/1958 tampades Marma i toppen med Skellefteå AIK och IFK Holmsund om seriesegern och därmed kvalplats till 1959 års allsvenska serie, laget slutade på tredje plats. Säsongen 1959 klarade man kontraktet men 1960 resulterade i nedflyttning.
En långsam tillbakagång inleddes efter nedflyttningen från division II, Marma spelade i division III 1961-1963, därefter rasade man ända ned till sjättedivisionen men återkom till den fjärde högsta serien 1972-1976 och 1984.

## Spel i lägre divisioner
Efter nedflyttningen från fyran sjönk laget långsamt i seriesystemet: 1986 åkte man ur femtedivisionen (division V blev sjätte högsta division fr.o.m. 1987) och 1996 åkte laget ur sjättedivisionen. Till säsongen 2005 sammanslogs Marma med Moheds SK i Marma/Moheds FF men till 2015 återtogs namnet Marma IF. Laget spelade i division IV (sjättedivisionen) 2015 och 2020 men har i övrigt huserat i division V åren 2013-2022.

## Bordtennis
Marma har en bordtennissektion.